# IC 3306
IC 3306 је спирална галаксија у сазвјежђу Береникина коса која се налази на листи објеката дубоког неба у Индекс каталогу.
Деклинација објекта је + 27° 24' 10" а ректасцензија 12h 25m 12,4s. Привидна величина (магнитуда) објекта IC 3306 износи 15,0 а фотографска магнитуда 15,8.